# Tabaksfabriek Gruno
De Gruno was een Nederlandse tabaksfabriek die bestond tussen 1839 en 1991.

## Vanuit Groningen

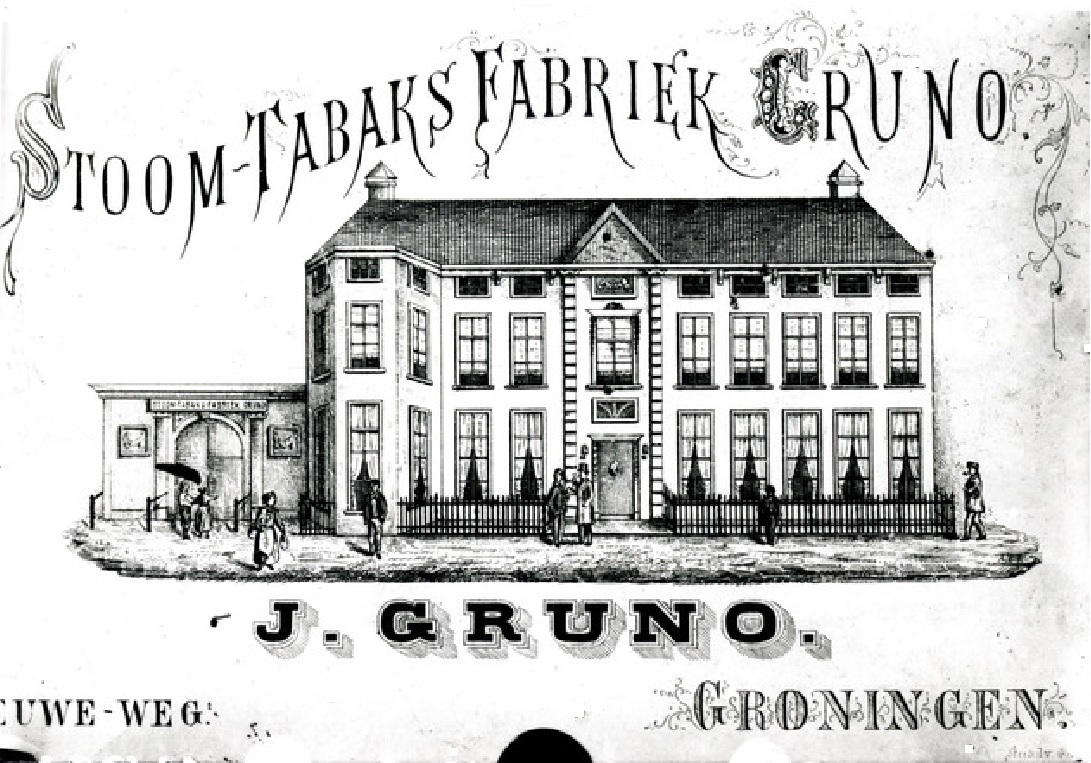
Stoom-tabaksfabriek Gruno (1921)

Gruno was een familiebedrijf dat in 1839 werd opgericht door Jan Gruno aan het Schuitendiep in Groningen. In 1842 verhuisde het bedrijf naar In de blaauwe haan aan het Damsterdiep. De zaak van Jan Gruno bestond naast een grossierderij in koloniale waren uit een koffiebranderij en een theepakkerij. Onder leiding van zoon Jan verhuisde het bedrijf naar de Winschoterkade. Het bedrijf werd vanaf 1921 geleid door zijn zoons John Henry en Julius Gruno.
In april 1945 werd de fabriek door het Canadese leger vernield en in brand gestoken toen bleek dat zich Duitsers zich in het hoge gebouw hadden verschanst. 

## Naar Nijkerk

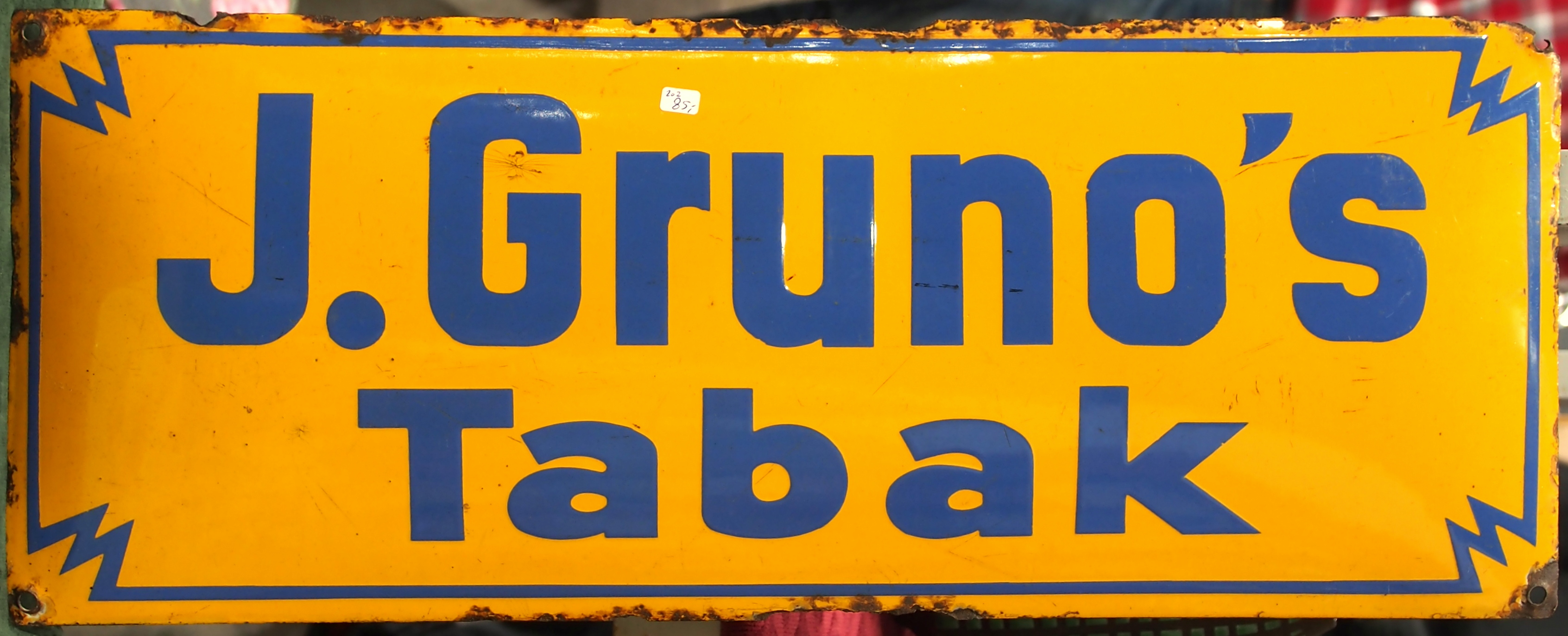
Geëmailleerd reclamebord

Drie zoons van Jan Gruno besloten een nieuwe fabriek te vestigen in de oude meubelfabriek van Tijsselling aan de Wallerstraat in het Gelderse  Nijkerk. Nadat er twee hallen waren bijgebouwd startte de productie in 1948. De aangevoerde balen, kisten en vaten tabak waren afkomstig uit onder andere Malawi, Cuba, Brazilië, Amerika en Syrië. De gedroogd aangeleverde tabak werd eerst vacuüm getrokken in een decompressietank. Om de tabak te kunnen verwerken werd er stoom in gespoten. 
Tussen 1950 en 1990 werkten er ongeveer 150 mensen in de Nijkerkse fabriek. Gruno maakte meerdere soorten tabak waaronder Bison zware shag, Zilver, Dragon en Twin halfzware shag. Naast shag voerde het bedrijf de namen Duplo (pruimtabak in een puntzak) Troost pijptabak en de schipperstabak. 
Privilegesysteem
De Gruno ontwikkelde in 1972 het 'Privilege-systeem', waarbij de speciaal gesneden shag met een speciaal apparaatje tot een filtersigaret kon worden gedraaid.

## Fusies
In de topjaren verwerkte de Gruno jaarlijks 3 miljoen kilo ruwe tabak. Veertig procent daarvan was bestemd voor de Nederlandse markt. De overige tabak werd geëxporteerd naar meer dan tachtig landen. De tabaksverkoop verschoof van tabaksspeciaalzaken naar kruidenierszaken. Door de toegenomen regelgeving rond tabak en het nieuwe anti-rookbeleid liep de tabaksverkoop langzaam terug. 
In de jaren zestig van de twintigste eeuw fuseerde Gruno met de Rotterdamse fabrikant Van Rossem Tabak, Koffie en Thee. Nadien volgde de samenvoeging van 'Gruno van Rossem' met Niemeyer in Groningen.
Bij een brand in augustus 1991 ging een deel van de fabriek verloren. Nadat de verpakkingsafdeling was verplaatst naar Duitsland besloot moederconcern Rothmans om de Grunofabriek samen te voegen met tabaksfabrikant Niemeyer. In oktober 1991 werden de machines uit Nijkerk verhuisd naar tabaksfabrikant Niemeyer, waarmee het doek viel voor de Gruno.
Eind jaren 1990 werden in Nijkerk op de locatie van de tabaksfabriek woningen gebouwd. De naam Gruno bleef bestaan als zijstraat van de Wallerstraat. 

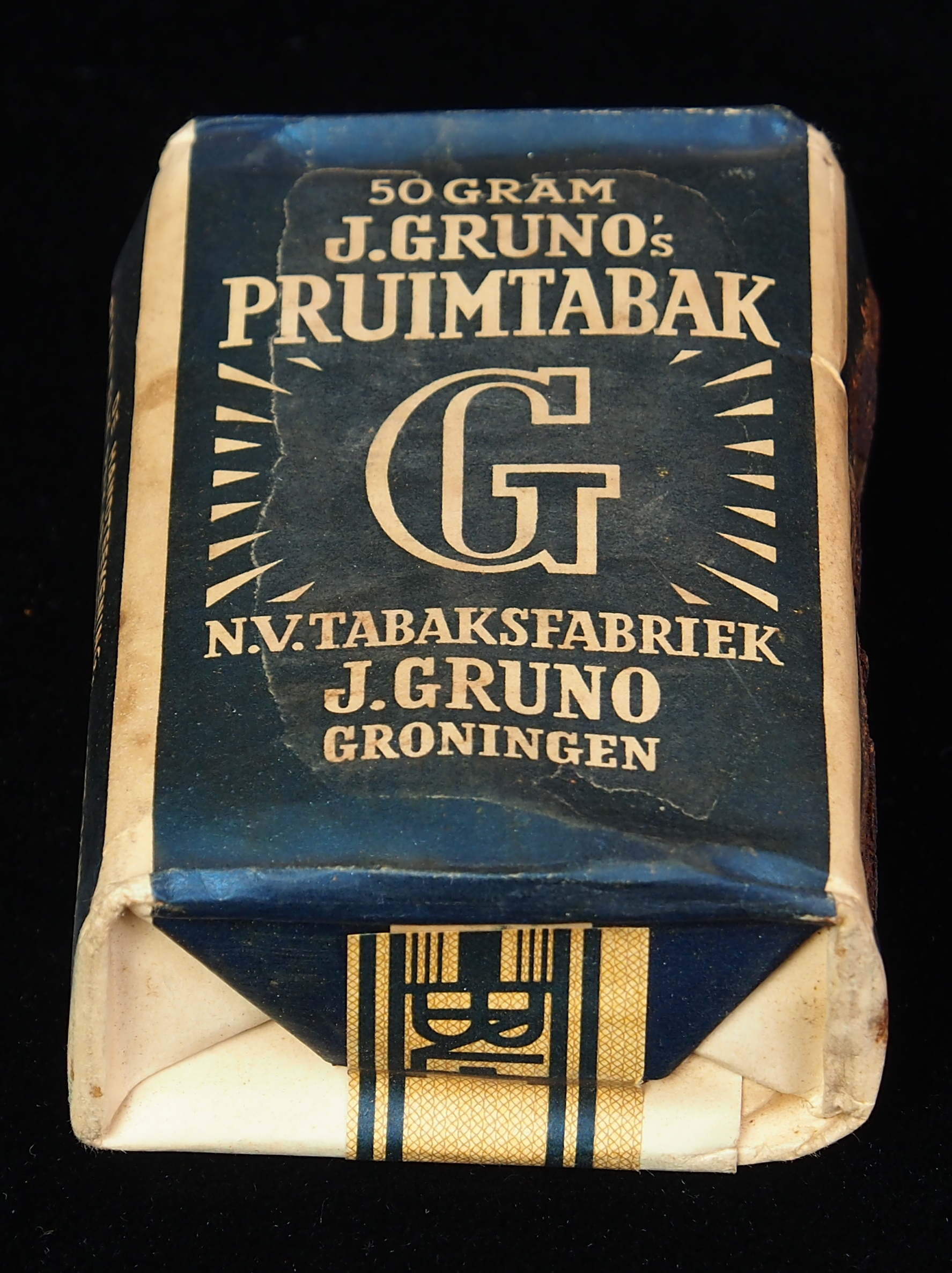
Pruimtabak
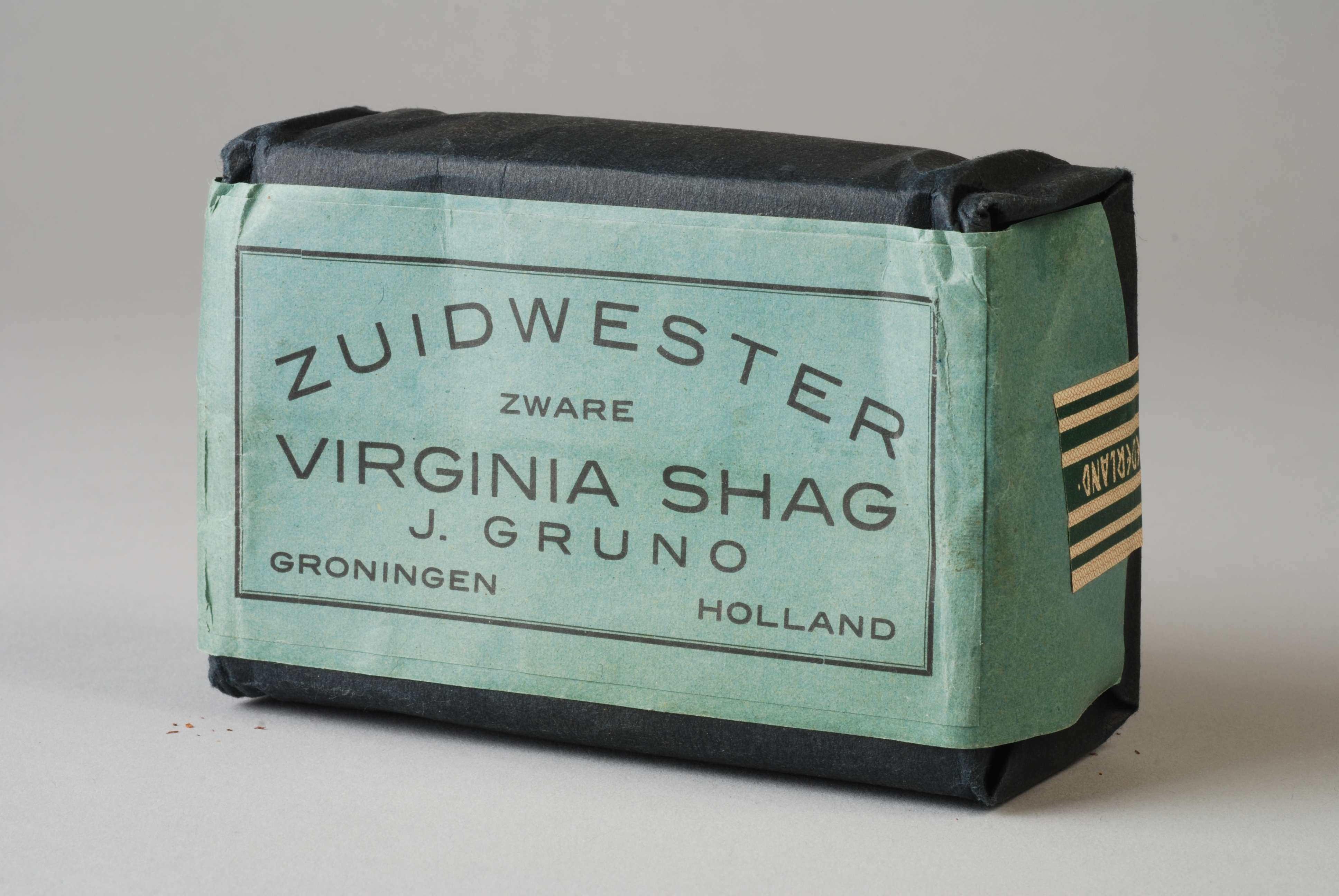
Zuidwester zware Virginia shag
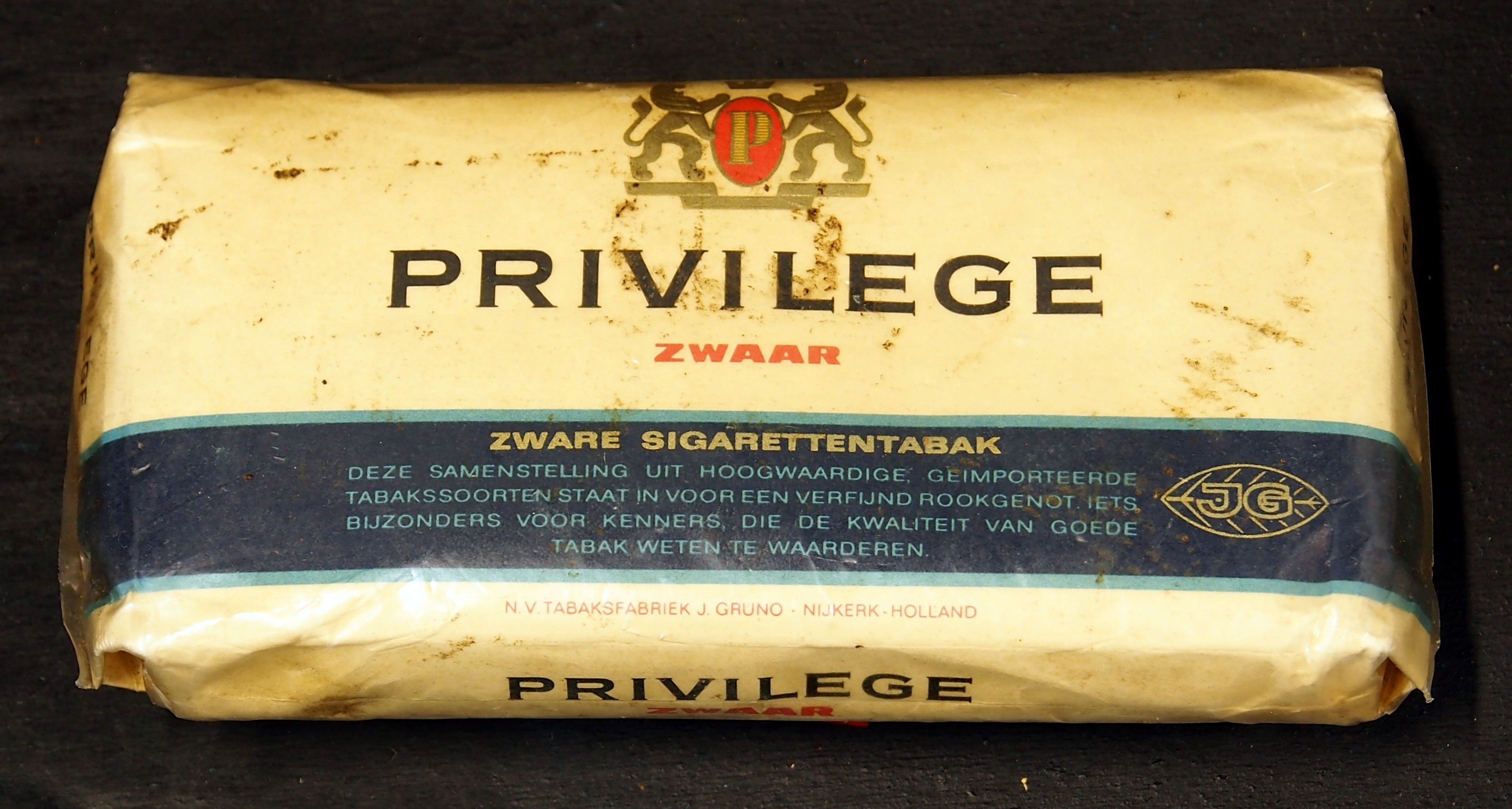
Privilege
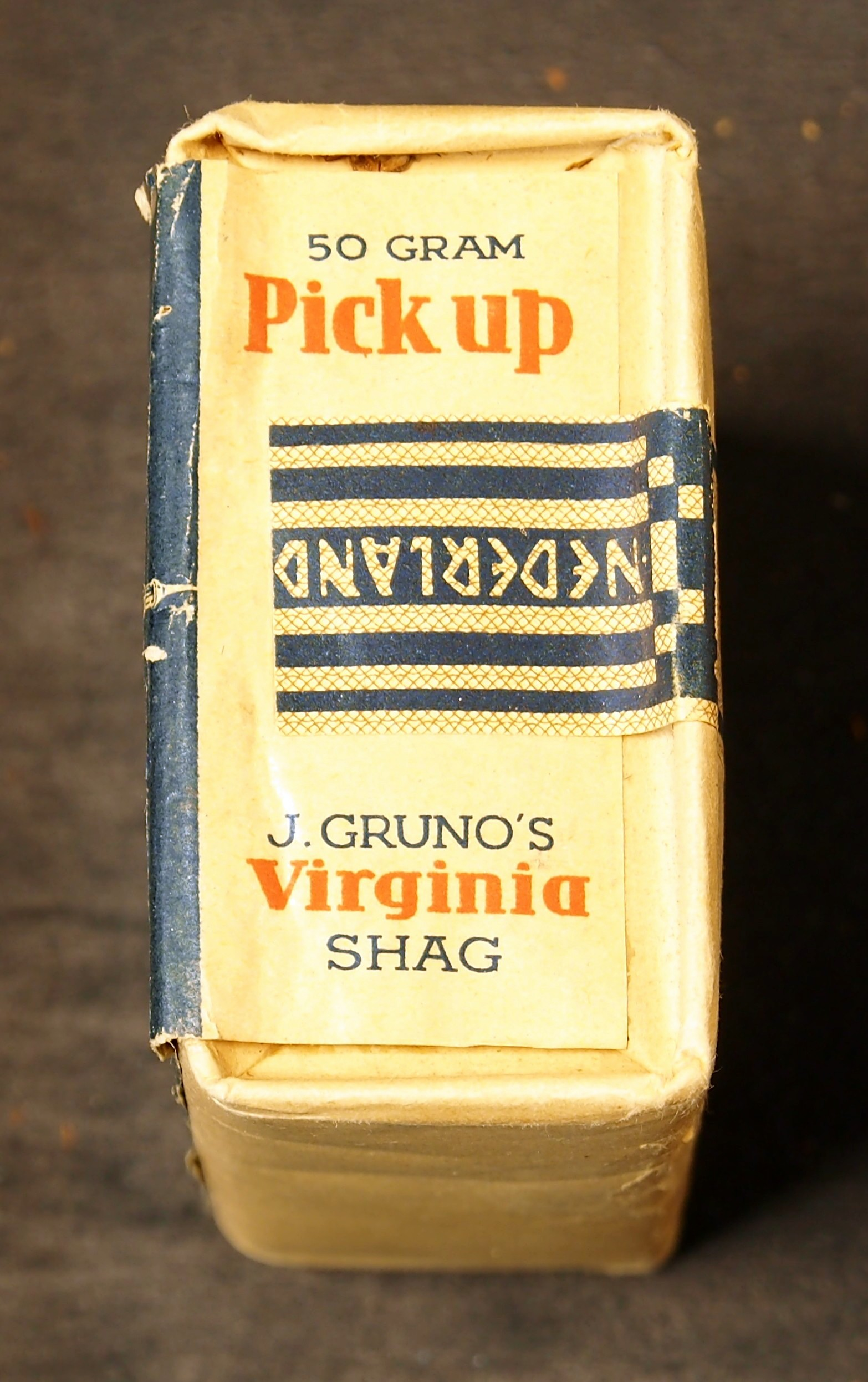
Pick-up Virginia shag
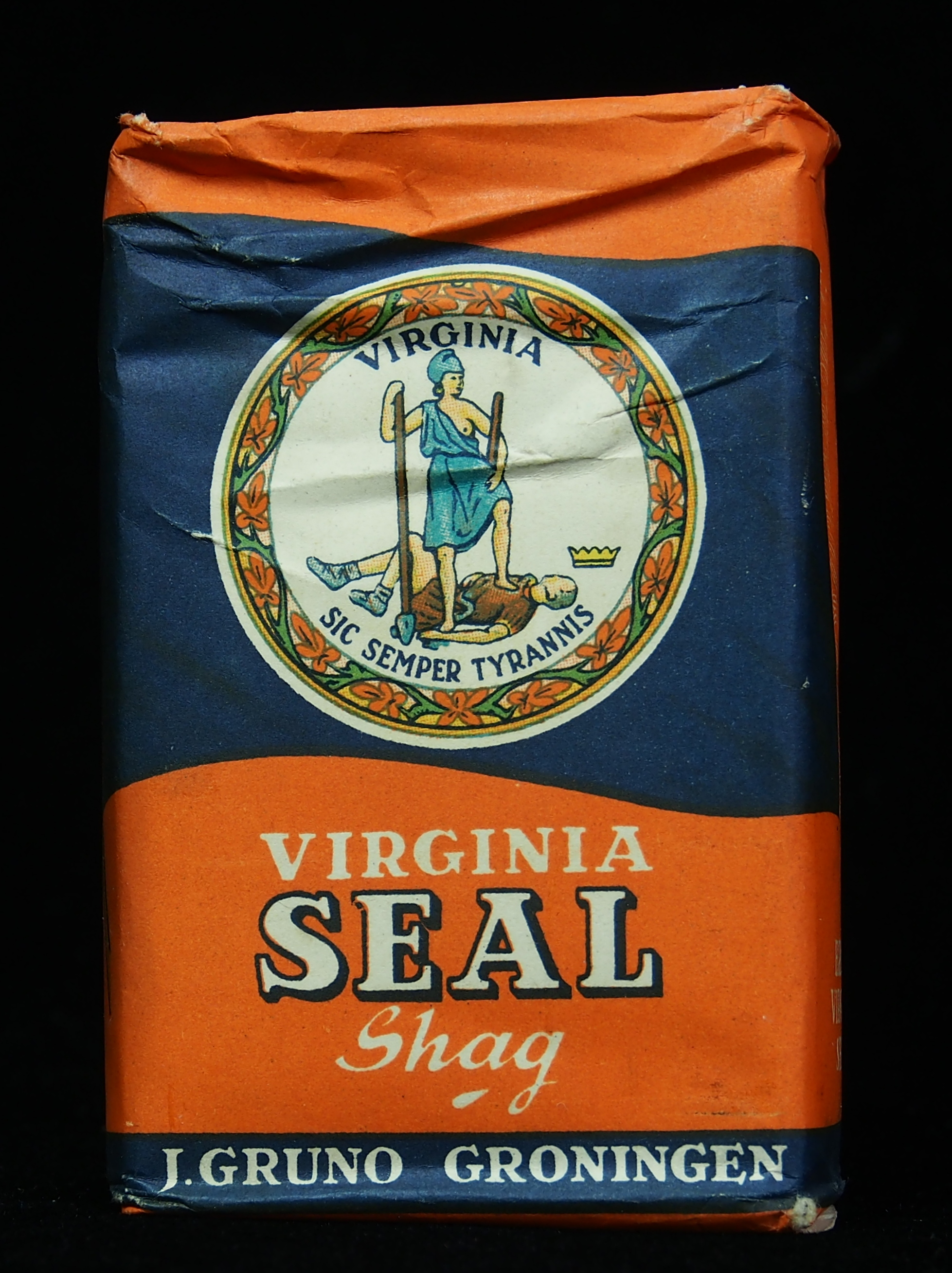
Seal Virginia shag
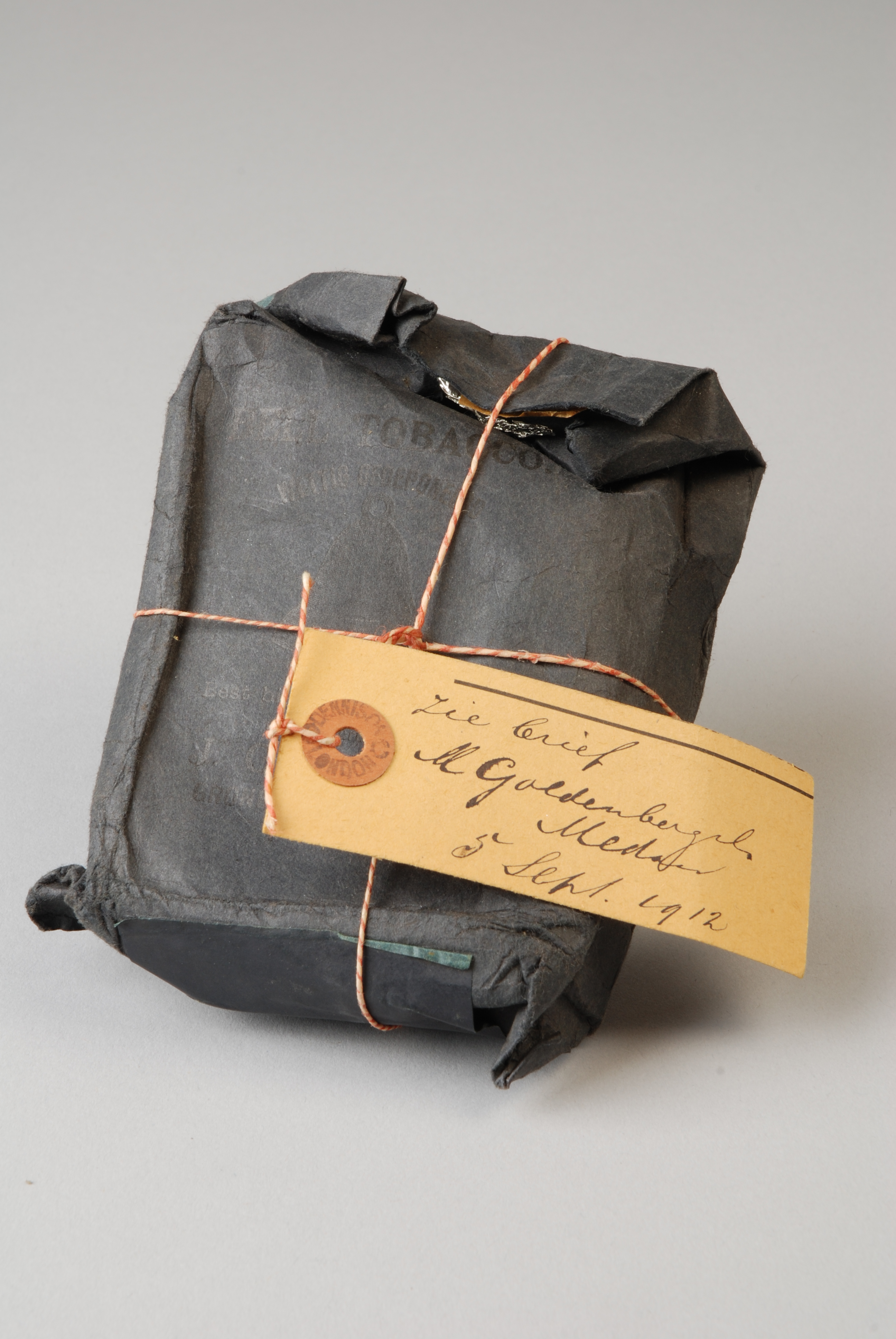
pak tabak met label
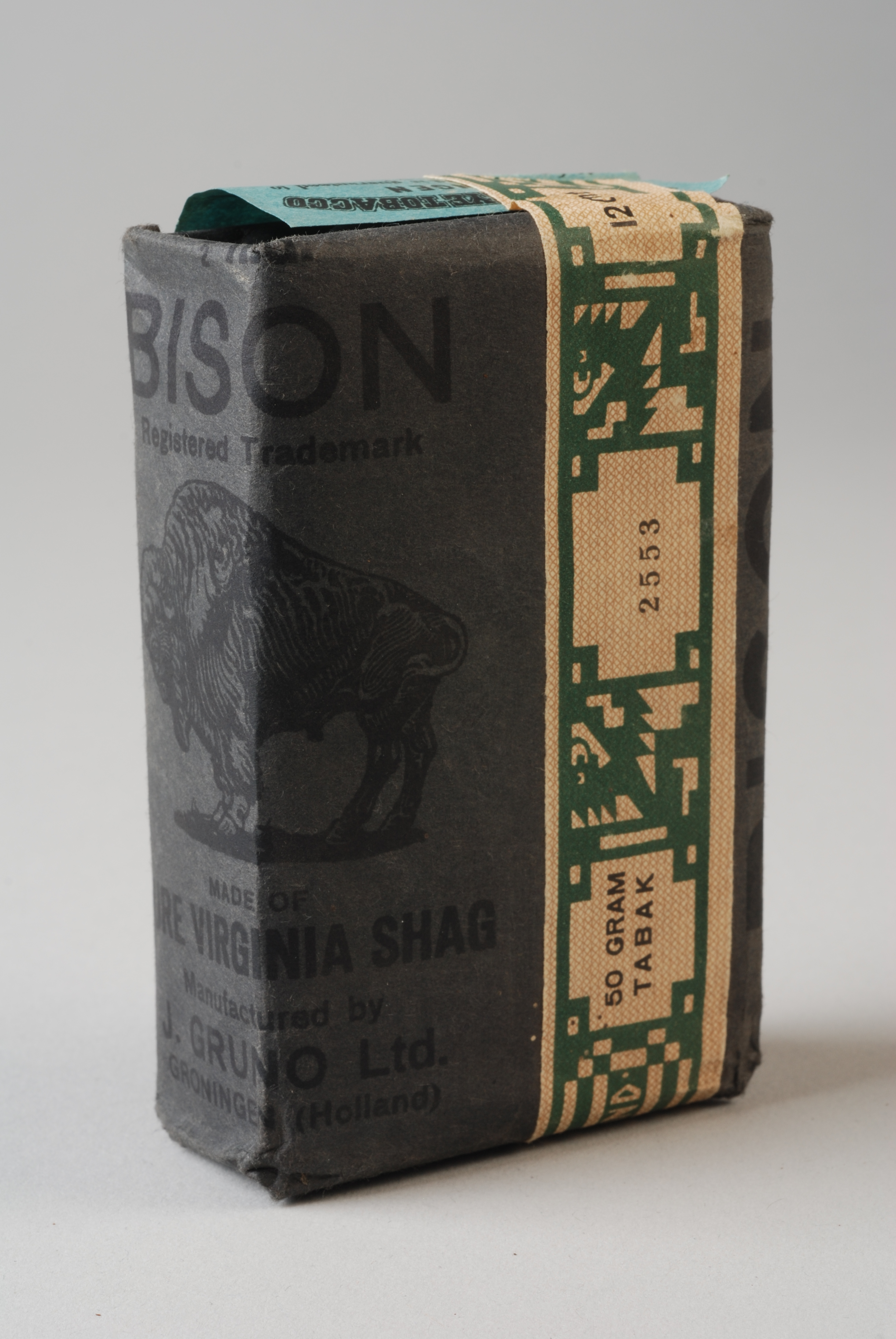
pak tabak met Bison